# Pawel Kolmakow
Pawel Anatoljewitsch Kolmakow (russisch Павел Анатольевич Колмаков; * 14. August 1996 in Öskemen) ist ein kasachischer Freestyle-Skier. Er startet in den Buckelpisten-Disziplinen Moguls und Dual Moguls.

## Werdegang
Kolmakow startete im März 2011 in Poljarnyje Sori erstmals im Europacup und belegte dabei den 13. Platz im Dual Moguls und den neunten Rang im Moguls. Sein Debüt im Weltcup hatte er am 15. Dezember 2012 in Ruka, wo er den Dual-Moguls-Wettbewerb auf dem 29. Platz beendete. Bei den Weltmeisterschaften 2013 in Voss belegte er den 47. Platz im Dual Moguls und den 37. Platz im Moguls-Wettbewerb. Ende März 2013 holte er bei den Juniorenweltmeisterschaften in Chiesa in Valmalenco die Bronzemedaille im Dual Moguls. Im Januar 2014 erreichte er in Deer Valley mit dem 10. Platz im Moguls seine erste Top-Zehn-Platzierung im Weltcup. Bei den Olympischen Winterspielen 2014 in Sotschi wurde er Zehnter im Moguls.
Im folgenden Jahr gelang Kolmakow bei den Weltmeisterschaften am Kreischberg der 24. Platz im Dual Moguls und der 13. Rang im Moguls. Im Februar 2015 gewann er bei der Winter-Universiade in der Sierra Nevada die Moguls-Goldmedaille. In der Saison 2015/16 kam er bei acht Weltcupstarts zweimal unter die ersten Zehn und errang damit den 17. Platz im Moguls-Weltcup. Bei den Juniorenweltmeisterschaften 2016 in Åre holte er die Bronzemedaille im Dual Moguls. Im Februar 2017 gewann er bei der Winter-Universiade in Almaty im Moguls und im Dual Moguls jeweils die Bronzemedaille. Bei den Weltmeisterschaften 2017 in der Sierra Nevada fuhr er auf den 27. Platz im Moguls. Zu Beginn der Saison 2017/18 erreichte er in Ruka mit dem dritten Platz im Moguls-Wettbewerb seine erste Weltcup-Podestplatzierung. Olympischen Winterspielen 2018 in Pyeongchang wurde er Siebter im Moguls-Wettbewerb. Im folgenden Jahr errang er bei den Weltmeisterschaften in Park City den 16. Platz im Moguls und den siebten Platz im Dual Moguls und gewann bei der Winter-Universiade in Krasnojarsk die Silbermedaille im Dual Moguls.
Kolmakow nahm bisher an 61 Weltcuprennen teil und kam dabei achtmal unter den ersten zehn. (Stand: Saisonende 2019/20)

## Erfolge

### Olympische Spiele
- Vancouver 2010: 10. Moguls
- Pyeongchang 2018: 7. Moguls
- Peking 2022: 21. Moguls

### Weltmeisterschaften
- Voss 2013: 37. Moguls, 47. Dual Moguls
- Kreischberg 2015: 13. Moguls, 24. Dual Moguls
- Sierra Nevada 2017: 27. Moguls
- Park City 2019: 7. Dual Moguls, 16. Moguls

### Weltcup
Kolmakow errang im Weltcup bisher einen Podestplatz.
Weltcupwertungen:
| Saison  | Gesamt | Gesamt | Moguls | Moguls |
| Saison  | Platz  | Punkte | Platz  | Punkte |
| ------- | ------ | ------ | ------ | ------ |
| 2012/13 | 211.   | 3      | 42.    | 36     |
| 2013/14 | 196.   | 4      | 39.    | 39     |
| 2014/15 | 219.   | 0      | 49.    | 4      |
| 2015/16 | 92.    | 14,13  | 17.    | 113    |
| 2016/17 | 193.   | 4,18   | 38.    | 46     |
| 2017/18 | 94.    | 15,3   | 15.    | 153    |
| 2018/19 | 72.    | 18,78  | 14.    | 169    |
| 2019/20 | 91.    | 14,1   | 19.    | 141    |

### Juniorenweltmeisterschaften
- Jyväskylä 2011: 28. Moguls, 30. Dual Moguls
- Chiesa in Valmalenco 2012: 12. Moguls, 18. Dual Moguls
- Chiesa in Valmalenco 2013: 3. Dual Moguls, 13. Moguls
- Chiesa in Valmalenco 2014: 4. Moguls, 8. Dual Moguls
- Chiesa in Valmalenco 2015: 5. Moguls, 9. Dual Moguls
- Åre 2016: 3. Dual Moguls, 12. Moguls

### Weitere Erfolge
- Winter-Universiade 2015: 1. Moguls
- Winter-Universiade 2017: 3. Moguls, 3. Dual Moguls
- Winter-Universiade 2019: 2. Dual Moguls, 6. Moguls
- 2 Podestplätze im Europacup